# Orde Sobirà i Militar de Malta
El Sobirà Orde Militar i Hospitalari de Sant Joan de Jerusalem, de Rodes i de Malta, més conegut com l'Orde Sobirà i Militar de Malta, és un orde religiós catòlic amb un caràcter, tradicionalment militar, cavalleresc i noble. És l'orde de cavalleria encara en funcionament més antic. L'Orde Sobirà i Militar de Malta té la seu a Roma i és àmpliament considerat un subjecte sobirà pel dret internacional.

## Història
Fundat a Jerusalem el segle xi per comerciants amalfitans. Va néixer dins el marc de les croades i des d'un principi, juntament amb l'activitat hospitalària, va desenvolupar accions militars contra els exèrcits musulmans àrabs, i més tard també turcs. En l'actualitat és reconegut internacionalment per les nacions com un subjecte de dret internacional. La seva seu central, que ha canviat de lloc en diverses ocasions, es troba a la ciutat de Roma, Itàlia, a la Via dei Condotti prop de la plaça d'Espanya. Aquest edifici i el Palau de l'Aventino, que funciona com la seva ambaixada davant la Santa Seu i Itàlia, tenen estatut d'extraterritorialitat.
L'Orde Sobirà i Militar de Malta és la continuació moderna de l'orde original medieval de Sant Joan de Jerusalem, conegut com la Fraternitas Hospitalaria i més tard com els cavallers hospitalaris, un orde fundat a Jerusalem al voltant del 1050 com a hospital amalfità per a atendre pobres i pelegrins malalts a Terra Santa. Després de la conquesta de Jerusalem el 1099 durant la Primera Croada, va esdevenir un orde militar sota els seus propis estatuts. Amb la pèrdua dels territoris cristians a Terra Santa, l'Orde es va instal·lar a Rodes (1310-1523) i més tard a Malta (1530-1798), territoris sobre els quals tenia la sobirania.
Napoleó Bonaparte va expulsar l'orde de l'illa de Malta. No obstant això, l'orde com a tal va sobreviure. En virtut del dret internacional, l'orde conserva la seva sobirania i té la condició d'observador permanent davant les Nacions Unides. L'orde emet els seus propis passaports, segells postals així com una insígnia formal, una Creu de Malta daurada o blanca. La Mare de Déu és considerada la seva patrona i intercessora espiritual.

## El Govern de l'Orde[6]

### El Gran Mestre
Al Gran Mestre, com a cap de l'Orde, li corresponen les prerrogatives i honors sobirans, el títol de Príncep del Sacre Imperi Romanogermànic i el tractament d'Altesa Eminentíssima.
El Gran Mestre és triat de per vida pel Consell Ple d'Estat entre els cavallers professos, amb deu anys almenys de vots solemnes, si la seva edat és inferior a cinquanta anys. Per als cavallers professos d'edat superior, membres de l'Orde des d'almenys deu anys, són suficients tres anys de vots solemnes. El Gran Mestre i el Lloctinent del Gran Mestre han de posseir els requisits de noblesa prescrits per a la classe d'honor i devoció. L'elecció del Gran Mestre és comunicada al Sant Pare, abans de la presa de possessió del càrrec, mitjançant carta de l'escollit. El Gran Mestre electe presta jurament davant el Cardinalis Patronus, en sessió solemne del Consell Ple d'Estat.
La renúncia a l'ofici de Gran Mestre ha de ser acceptada pel Consell Sobirà i comunicada, sota pena d'ineficàcia, al Sant Pare.
El Gran Mestre, assistit pel Consell Sobirà, exerceix l'autoritat suprema, l'assignació dels càrrecs i dels llocs de treball i el govern general de l'Orde. Li correspon en particular:
- Emanar, previ vot decisori del Consell Sobirà, disposicions legislatives en les matèries no regulades per la Carta Constitucional i pel Codi.
- Promulgar mitjançant decret els actes de govern.
- Admetre, previ vot decisori secret del Consell Sobirà, als membres en la primera classe al Noviciat, als Vots Temporals i Perpetus, i als membres de la segona classe a l'any de prova.
- Admetre, previ vot decisori del Consell Sobirà, als membres de la primera classe a l'Aspirantatge.
- Rebre a l'Orde els membres de la tercera classe, previ vot deliberatiu del Consell Sobirà o amb disposició motu proprio.
- Administrar, amb l'assistència del Consell Sobirà, els béns del Comú Tresor i cuidar les seves propietats.
- Executar les actes de la Santa Seu que facin referència a l'Orde i informar-la sobre l'estat i les necessitats de l'Orde.
- Ratificar, previ vot decisori del Consell Sobirà, els acords internacionals.
- Convocar el Capítol General Extraordinari, el qual tindrà la facultat de dissoldre el Consell Sobirà i triar-ne un de nou, d'acord amb les normes de la Carta Constitucional i del Codi.

Els decrets del punt 2 són anomenats magistrals o consiliares, segons si l'acte de govern dimana directament del Gran Mestre o s'hagi donat l'assistència o la prèvia deliberació del Consell Sobirà. En el cas de vot decisori, el Gran Mestre no pot emetre un decret disconforme amb l'acord, està obligat a emetre un de conforme.
El 24 de gener de 2017, en audiència amb el papa, Matthew Festing, de conformitat amb l'article 16 de la Carta Constitucional, va presentar la seva dimissió del càrrec de gran mestre de la Sobirana Orde de Malta. El 25 de gener, el papa va acceptar la citada renúncia i expressar a Festing estima i reconeixement pels sentiments de lleialtat i devoció cap al papa i per la disponibilitat per servir humilment al bé de l'Orde i de l'Església. Certs mitjans parlen d'una crisi entre el papa Francesc i l'Orde.

### El Govern extraordinari
En cas d'impediment permanent, de renúncia o mort del Gran Mestre, l'Orde serà regida per un lloctinent en la persona del Gran Comanador, el qual pot realitzar actes d'ordinària administració fins a la cessació de la vacant.
L'impediment permanent del Gran Mestre és declarat pel Tribunal Magistral de primera instància, amb procediment de cambra de consell i amb recurs deliberat de la majoria de dos terços dels membres del Consell Sobirà, convocat i presidit pel Gran Comanador o pel Gran canceller, o autoconvocat per majoria absoluta. El recurs és presentat pel Gran Canceller, o per un altre membre del Consell Sobirà delegat a aquest efecte. Si el recurs té resultat positiu, el Gran Comanador assumeix la Lloctinència interina.
En cas d'impediment del Gran Mestre durant un període superior a un mes, el Gran Comanador assumeix l'administració ordinària de l'Orde i convoca immediatament al Consell Sobirà per a la confirmació. En cas d'impediment del Gran Comanador, el Consell Sobirà tria un lloctinent interí en la persona d'un propi membre, Cavaller Profess de Vots Perpetus.

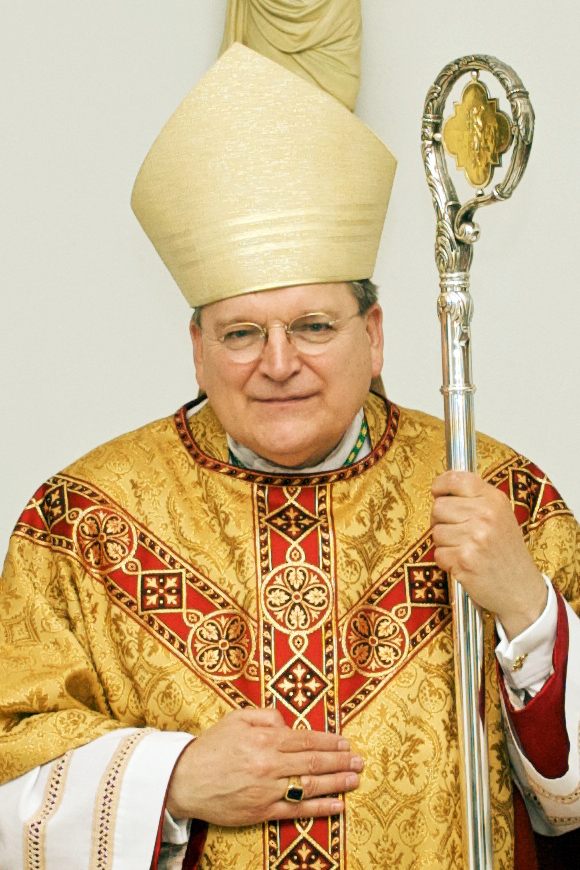
Raymond Leo Burke, cardenal patró de l'Orde de Malta.

El lloctinent de gran mestre és elegit entre els cavallers que acrediten els requisits requerits per a l'elecció de gran mestre. Abans d'assumir el seu ofici, el Lloctinent de Gran Mestre preresta jurament. La renúncia del Lloctinent del Gran Mestre ha de ser acceptada pel Consell Sobirà i comunicada, sota pena d'ineficàcia, al papa.
Amb la renúncia de Matthew Festing el 25 de gener del 2017 i formalitzada al Consell Sobirà celebrat el 28 de gener, de conformitat amb l'article 17.1 de la Carta Constitucional, l'Ordre serà regida ad interim per un lloctinent en la persona del Gran Comanador, Ludwig Hoffmann von Rumerstein.

### El cardenal patró
El papa nomena com a representant seu davant l'Orde un cardenal, al qual li és conferit el títol de cardenal patró amb facultats especials. El patró ha de promoure els interessos espirituals de l'Orde i dels seus membres i les relacions entre la Santa Seu i l'Orde. Actualment ocupa aquest càrrec Raymond Leo Burke.

### El Prelat
El Prelat és nomenat pel Summe Pontífex entre una terna de noms proposada pel Gran Mestre, previ vot deliberatiu del Consell Sobirà. En el cas que cap dels candidats presentats rebi l'aprovació del papa, seran proposats altres noms. El prelat ajuda el cardenal patró, en l'actualitat Raymond Leo Burke, en l'exercici del seu ofici davant l'Orde.
El prelat és el superior religiós del clergat de l'Orde en la funció sacerdotal i vigila la vida religiosa i sacerdotal dels capellans i sobre el seu apostolat amb la finalitat que el realitzin segons la disciplina i l'esperit melitenses. Assisteix el gran mestre i el gran comanador en la cura de la vida i de l'observança religiosa dels membres de l'Orde i en tot el que té a veure amb el caràcter espiritual de les obres de l'Orde. En cada sessió del capítol general ordinari, el prelat presenta una relació sobre l'estat espiritual de l'Orde. El prelat actual és Jean Laffitte.

### El Consell Sobirà

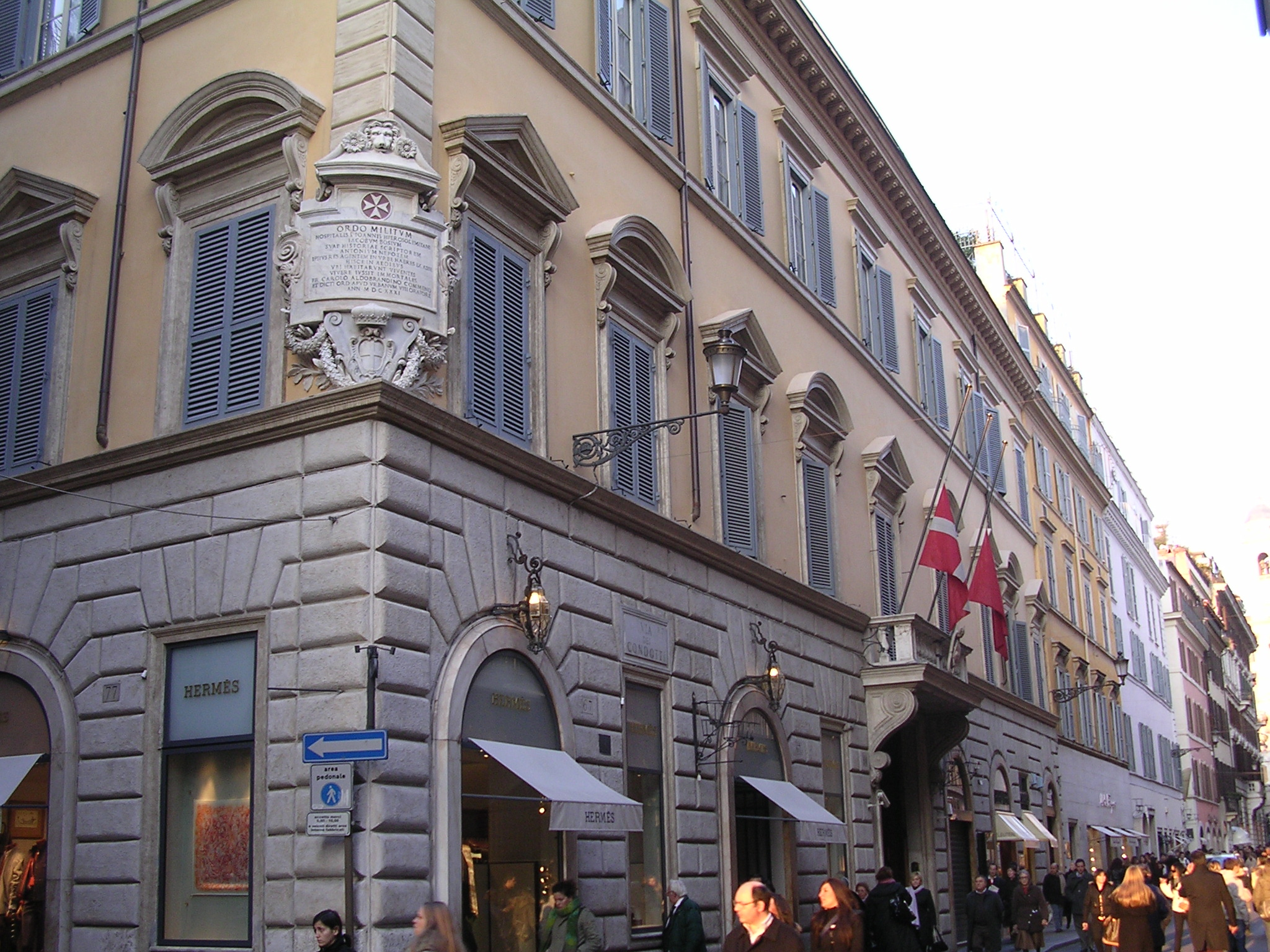
Palau Magistral de Roma, seu de l'Orde de Malta.

El Consell Sobirà assisteix el Gran Mestre en el govern de l'Orde. Formen part del consell sobirà: el gran mestre o el lloctinent, que el presideix, els titulars dels quatre alts càrrecs i sis consellers. Els membres del consell sobirà, excepte el gran mestre i el lloctinent, són elegits per majoria dels presents en el capítol general. El gran comendador i almenys quatre membres del consell sobirà han de ser cavallers professos de vots perpetus o temporals. Per a l'admissió dels membres pertanyents a la primera classe tenen dret de vot tan sols els membres del consell sobirà que siguin cavallers professos de vots perpetus o temporals.
Els membres del consell sobirà romanen en el càrrec fins al successiu capítol general i poden ser reelegits. Per a una tercera o una ulterior reelecció consecutiva per al mateix càrrec, cal la majoria de dos terços dels vots dels presents.
El gran mestre no participa en la votació en matèries en les que el consell sobirà té vot deliberatiu o ha d'expressar un parer. En cas d'igualtat de vots entre els membres, inclosos els alts càrrecs, la seva decisió té valor diriment. Si no expressa opinió, el tema es considera en suspens.
| Membres del Consell Sobirà (2014-2019) | Membres del Consell Sobirà (2014-2019) |
| -------------------------------------- | -------------------------------------- |
| Fra Ludwig Hoffmann von Rumerstein     | Gran Comanador                         |
| Albrecht Freiherr von Boeselager       | Gran Canceller                         |
| Dominique de La Rochefoucauld-Montbel  | Gran Hospitaler                        |
| János Esterházy de Galántha            | Receptor del Comú Tresor               |
| Fra John T. Dunlap                     | Membres                                |
| Fra John E. Critien                    | Membres                                |
| Fra Duncan Gallie                      | Membres                                |
| Fra Emmanuel Rousseau                  | Membres                                |
| Winfried Henckel von Donnersmarck      | Membres                                |
| Geoffrey D. Gamble                     | Membres                                |

Festing va cessar el 8 de desembre de 2016 Albrecht Freiherr von Boeselager com a gran canceller i va nomenar en el seu lloc John E. Critien. El papa va declarar nuls i invàlids tots els actes promulgats pel Gran Mestre després del 6 de desembre de 2016. L'acció contra Boeselager era de fet una acció indirecte contra el papa, conduïda per a l'ala més conservadora del consell de l'orde. El 28 de gener del 2017 von Boeselager va tornar gran canceller.

### El consell de govern
El consell de govern és un òrgan consultiu de discussió de la línia política, religiosa, hospitalària, internacional, o d'altres aspectes generals de la vida de l'Orde i pot donar suggeriments als titulars dels quatre alts càrrecs i al tribunal de comptes. Es reuneix com a mínim dues vegades l'any.
Formen part del consell de govern sis consellers de diferents àrees geogràfiques elegits pel capítol general entre els membres pertanyents a les tres classes de l'Orde. Els consellers romanen en el càrrec fins al successiu Capítol General i poden ser reelegits només una vegada. Hi participen el gran mestre o el lloctinent, que el convoca i el presideix, els membres del consell sobirà i el prelat de l'Orde, sempre que es tractin qüestions de la seva competència.

### El capítol general
El capítol general és la suprema assemblea de l'Orde i està constituït per representants de les tres classes. Es convoca cada cinc anys i sempre que el Gran Mestre, escoltat el consell sobirà, ho consideri oportú, i també a petició adreçada al gran mestre per la majoria dels priorats, Subprioratos i associacions. En són membres el gran mestre o el lloctinent, que el presideix, els membres del consell sobirà, el prelat, els priors o, en cas de vacant, els seus substituts permanents, els balís professos, dos cavallers professos, a falta d'un d'aquests un cavaller a obediència, delegats per cada priorat, un cavaller professo i un cavaller a obediència delegats pels cavallers delgremi religionis, cinc regents dels Subprioratos, quinze representants de les diverses associacions, d'acord amb el codii i els sis consellers del govern de l'Orde.
El capítol general es reuneix per elegir els membres del consell sobirà, els consellers de govern, als membres del tribunal de compres; per tractar eventuals modificacions de la carta constitucional i del codi; per conèixer i tractar els problemes més rellevants, com l'estat espiritual i temporal, el programa de les activitats, i les relacions internacionals de l'Orde. Per a l'aprovació de modificacions a la carta constitucional cal la majoria de dos terços. Per a l'aprovació de modificacions al codi es necessita la majoria absoluta, a excepció dels articles que es refereixen exclusivament al rang de primera classe, per al qual cal, no només la majoria absoluta de vots, sinó també la majoria dels cavallers professos amb dret de vot.

### El consell ple d'estat
El consell ple d'estat escull el gran mestre o el seu lloctinent. Cal el vot de la majoria més un dels presents amb dret de vot. Tenen dret de vot: el lloctinent de gran mestre o el lloctinent interí, els membres del consell sobirà, el prelat, els priores o, en cas de vacant, els seus substituts permanents, els balís professos, dos cavallers professos delegats per cada priorat, un cavaller profés i un cavaller en obediència delegats pels cavallers delGremi religionis, cinc regents dels subprioratos, quinze representants de les associacions, d'acord amb el codi.
Els membres de primera classe que formen part del consell ple d'estat tenen la facultat de proposar tres candidats. Si dins de la primera jornada de reunions del consell no és presentada la terna de candidats, o si en les tres primeres votacions no s'aconsegueix triar un candidat des d'aquesta proposta electoral, els membres del consell tenen lliure facultat de elecció en les successives votacions.
Després de la cinquena votació infructuosa, el consell ple d'estat delibera, amb la mateixa majoria, pel període d'un any, si procedir a l'elecció d'un lloctinent de gran mestre. En cas negatiu es reprenen les votacions per a l'elecció del gran mestre. En cas positiu el lloctinent és elegit, en segona volta, entre els dos candidats amb major nombre de vots en la cinquena votació. A la segona volta preval el que entre els dos candidats obté major nombre de vots. Si el candidat és únic, és necessari el vot de la majoria dels presents. Si és elegit, el lloctinent ha de convocar de nou al consell ple d'estat abans que acabi el seu mandat.

### El poder judicial
Les causes de competència del fòrum eclesiàstic són sotmeses als tribunals eclesiàstics ordinaris, d'acord amb el dret canònic. Per les causes de competència del fòrum laical entre persones físiques i jurídiques de l'Orde, la funció jurisdiccional és exercida pels tribunals magistrals, d'acord amb el codi. El gran mestre, previ vot deliberatiu del consell sobirà, nomena els presidents, els jutges i el canceller dels tribunals magistrals. Els jutges dels tribunals magistrals són elegits entre membres de l'Orde particularment experts en dret. Romanen en el càrrec durant tres anys i poden ser reelegits. L'ordenament judicial i el procediment davant els tribunals magistrals és regulat pel codi.

#### El tribunal de comptes
El tribunal de comptes vigila i controla els ingressos, les despeses i el patrimoni de l'Orde. És també òrgan consultiu del receptor del comú tresor. Està compost per un president, quatre consellers titulars i dos suplents. Els seus membres són elegits pel capítol general en primera votació amb majoria dels que tenen dret de vot i amb la dels presents en les successives. Són elegits entre cavallers competents en disciplines jurídiques, econòmiques i financeres. Romanen en el càrrec fins al pròxim capítol general, poden ser reelegits per a un mandat successiu i amb els dos terços dels vots per a un tercer mandat.

## L'Orde en l'actualitat
Avui dia l'orde té al voltant de 13.000 membres, 80.000 voluntaris permanents i 42.000 membres del personal mèdic (incloent-hi metges, infermeres, auxiliars i personal paramèdic) en més de 120 països. L'objectiu de l'orde és ajudar arreu del món gent gran, nens, persones discapacitades, refugiats, persones sense llar, malalts terminals i de lepra, sense distinció de raça o religió. En diversos països (entre els quals França, Alemanya i Irlanda), les associacions locals de l'orde proveeixen de formació en primers auxilis, serveis de primers auxilis i serveis mèdics d'emergència. A través dels seus cossos d'ajuda internacional, l'orde es dedica a ajudar víctimes de desastres naturals, d'epidèmies i de conflictes armats.